# 奥赖耶
奥赖耶（Auraiya），是印度北方邦Auraiya县的一个城镇。总人口64598（2001年）。

## 人口
该地2001年总人口64598人，其中男性34137人，女性30461人；0—6岁人口9577人，其中男5021人，女4556人；识字率71.19%，其中男性为75.79%，女性为66.04%。